# Hauschteckslust
Hauschteckslust war ein Wohnplatz der Stadt Jüterbog im Landkreis Teltow-Fläming im Land Brandenburg.

## Geografische Lage
Der Wohnplatz lag südlich des Jüterboger Ortsteils Kloster Zinna und dem historischen Stadtzentrum. Im 21. Jahrhundert führt die Bundesstraße 101 westlich in Nord-Süd-Richtung an der noch vorhandenen Wohnbebauung vorbei. An den eigenständigen Wohnplatz erinnert eine Bushaltestelle Hauschteckslust.

## Geschichte
Der Wohnplatz erschien erstmals im Jahr 1845 und bestand zu dieser Zeit aus einem Etablissement, das der Zimmermeister Kahle auf der Feldmark des Dorfes Grüna errichtet hatte. Es bestand im Jahr 1858 aus einem Wohngebäude, in dem fünf Personen lebten. Dieses Gebäude erschien erneut in einer Statistik im Jahr 1871, dieses Mal mit neun Personen sowie erneut 1885 mit vier Personen und 1895 mit neun Personen. Die Schreibweise wandelte sich in dieser Zeit, als im Jahr 1873 der Wohnplatz als Hauschtekslust bezeichnet wurde, während 1888 wieder die Bezeichnung Hauschteckslust erschien. Im Jahr 1905 bestand es nach wie vor aus einem Wohnhaus; 1927 wurde von einer Häusergruppe berichtet. Die Anzahl der Bewohner war mittlerweile auf 45 Personen im Jahr 1925 angewachsen. Im Jahr 1958 erschien der Wohnplatz als Hausstecksluft, anschließend wieder in seiner bekannten Schreibweise. Im Jahr 1968 wurden die Flurstücke 247 bis 249 und 261 von Grüna nach Jüterbog eingegliedert.